# Ліва Куш'я
Ліва Куш'я́ (рос. Левая Кушья) — присілок в Ігринському районі Удмуртії, Росія.

## Населення
Населення — 103 особи (2010; 125 в 2002).
Національний склад станом на 2002 рік:
- удмурти — 95 %

## Урбаноніми[3]
- вулиці — Окраїнна, Праці